# Jimmy Bryant
Pour les articles homonymes, voir Bryant.
Ivy J. Bryant, Jr. (5 mars 1925 – 22 septembre 1980), mieux connu par son nom de scène Jimmy Bryant, est un guitariste américain dont le jeu était réputé pour sa rapidité ("The Fastest Guitar in the Country"). Il a beaucoup joué avec Speedy West, aussi bien en duo que pour accompagner des artistes de Capitol Records.

## Biographie
Ivy J. Bryant, Jr. est né à Moultrie en Géorgie, aîné d'une famille de 12 enfants. Au cours de Grande Dépression, poussé par son père, il jouait du fiddle dans la rue pour aider sa famille à acheter de la nourriture.
Après avoir été blessé durant la Seconde Guerre mondiale, il entreprit sérieusement d'améliorer son jeu à la guitare, grandement influencé par Django Reinhardt. Une fois la guerre terminée, il retourna à Moultrie puis déménagea sur Los Angeles où il travailla dans des films Western et joua de la musique dans les bars du quartier "Skid Row" à Los Angeles. Il y rencontra un pionnier de la pedal steel guitar, Speedy West. West, qui avait rejoint le Hometown Jamboree de Cliffie Stone à la radio et télévision locale, suggéra que Bryant prenne la suite du guitariste du spectacle. Cela permit à Bryant d'avoir accès à Capitol Records puisque Stone était un artiste de cette maison de disques. 
En 1950, Jimmy Bryant fut parmi les premiers à jouer avec une Fender Broadcaster (devenue Fender Telecaster en 1951),,. Tex Williams (en) entendit le style jazz/country particulier de Bryant et l'employa pour son enregistrement de "Wild Card". En plus, Bryant et West jouèrent sur le hit "I'll Never Be Free" de Tennessee Ernie Ford et Kay Starr, ce qui permit à Bryant et West de signer pour être instrumentistes pour Capitol Records. Travaillant beaucoup ensemble, Bryant et West devinrent une équipe.
En 1951, Bryant fait une apparition (non créditée) dans le film de William Witney et Eric Taylor "South of Caliente" (en) avec Roy Rogers et Dale Evans. Il faisait partie des cavaliers accompagnant Roy Rogers.
Bryant avait la réputation d'être un musicien au caractère difficile. En 1955, il quitta "Hometown Jamboree" (tout en restant ami avec West) et fut écarté par Capitol Records après divers conflits avec le producteur de musique américain Ken Nelson (en).
En 1957, Jimmy Bryant tourne dans le film de télévision "The Downtown Show" avec le chanteur Jimmie Jackson, le violoniste de Jazz afro-américain Stuff Smith, le percussionniste de Jazz afro-américain George Jenkins,. C'était cette même année que Martin Luther King, Jr. avait dirigé un vaste mouvement de résistance à l'encontre des ségrégations et discriminations raciales dans le sud des États-Unis. Bryant continua ensuite de travailler à Los Angeles.
En 1963, il fait une apparition dans le film de Coleman Francis "The Skydivers (en)", accompagné des trois autres "Night Jumpers", Rue Barclay à la basse, Junior Nichols à la batterie batterie et Harold Hensley au saxophone.
Au cours des années 60, il se convertit dans la production musicale. Waylon Jennings fit un hit avec sa chanson "Only Daddy That'll Walk the Line (en)". On pouvait également l'entendre jouer du fiddle sur "Sweet Young Thing" des Monkees.
Au début des années 70, il dirigea un studio d'enregistrement à Las Vegas dans le Nevada, mais il déménagea finalement en Géorgie avant de s'installer à Nashville dans le Tennessee en 1975. La même année, il se réunit une dernière fois avec Speedy West pour l'album "For The Last Time", produit par le steel guitariste Pete Drake. Bryant joua alors dans des bars de Nashville et enregistra quelques titres mais sa personnalité ne s'accordait pas très bien avec l'industrie musicale hautement politisée de Nashville.
En 1978, sa santé déclinant, Bryant apprit qu'il avait un cancer du poumon ; il était un gros fumeur. Il décéda à Moultrie en septembre 1980, à l'âge de 55 ans.